# Geneivat da'at
Geneivat da'at o g'neivat daat o genebath da'ath (in ebraico גניבת דעת‎?, "plagio della mente", da גנבה "rubare" di דעת "intendimento") è un concetto della Legge ebraica e dell'etica che si riferisce ad un tipo di travisamento disonesto o mistificazione. Si applica in un ampio spettro di situazioni interpersonali, specialmente nelle transazioni commerciali.
L'origine del termine è attribuito al saggio talmudista Samuel di Nehardea, nel Chullin (94a) del Bavli: "È fatto divieto di indurre in errore le persone, anche i non-ebrei." Infatti, un Midrash afferma che geneivat da'at è il peggior tipo di estorsione. Geneivat da'at è peggiore perché danneggia direttamente le persone, e non solo il loro denaro. Nell'esegesi rabbinica, la legge è associata a Genesi 31:26 e 2 Samuele 15:6.
False impressioni sono ammesse in determinate circostanze, per esempio, al fine di onorare qualcuno. Per esempio, generalmente non si dovrebbe invitare un ospite a prendere l'olio dell'unzione, pur sapendo che il contenitore dell'olio è vuoto. Tuttavia si può offrire il contenitore vuoto dell'olio, in modo da onorare l'ospite e mostrargli pubblicamente il proprio rispetto. Per lo stesso motivo, si può offrire dell'olio raffinato per onorare un ospite, anche se l'ospite probabilmente rifiuterebbe tale olio in ogni caso.
La Geneivat da'at viene trasgredita quando si fa una dichiarazione che è accurata tecnicamente (nella forma) ma intesa a lasciare un'impressione falsa.  Mentre tale inganno spesso coinvolge le transazioni commerciali, a norma di legge rabbinica l'inganno è vietato anche se non vi è alcuna perdita monetaria. La regola si applica quindi sia alle operazioni finanziarie sia a regali e donativi.
Un semplice esempio di geneivat da'at potrebbe essere quello di invitare qualcuno a cena, solo per apparire ospitale, ben sapendo che il destinatario rifiuterebbe a causa di un impegno precedente.
Il concetto è incorporato in tre disposizioni del "Codice Halakhico Societario di Etica" proposto dall'economista Meir Tamari - insider trading (anche dove consentito dalla legge secolare), informazioni sul prodotto e la pubblicità, e relazioni di contabilità finanziaria fraudolente.

## Applicazioni contemporanee
Autori di etica ebraica hanno esaminato la geneivat da'at applicandola ad una varia gamma di problematiche etiche contemporanee.
Nell'etica ebraica degli affari, la proibizione contro le false impressioni viene comunemente usata nell'area della pubblicità e delle tecniche di vendita. La geneivat da'at permette ai sociologi dell'etica di analizzare improprietà nel comportamento di vendita, come per esempio l'impiego di pretesti per promuovere vendite ambulanti "porta a porta". Sostenere di vendere a prezzi scontati può rientrare nell'ambito della geneivat da'at, quando il catalogo è ingannevole. In particolare, se non vi è "prezzo consigliato" al dettaglio, e il catalogo pretende di offrire uno sconto in base alla propria stima del prezzo "standard" del venditore. Analogamente, gli sconti basati su pretesti ingannevoli, come ad esempio una vendita per cessazione d'affari quando il negozio in realtà non cessa, contravvengono la geneivat da'at. Inoltre il principio è stato usato per cautelare contro l'uso di imballaggio esagerato, che dà l'impressione di un prodotto di misura maggiore del reale. Similmente, pubblicizzare un articolo di lusso come se fosse una necessità, e annunci o anche carta da pacchi che lascia una falsa impressione, potrebbe trasgredire le regole della geneivat da'at.
Usando questo principio, la Legge ebraica viene applicata per valutare le norme secolari della pubblicità. Per esempio, l'economista Levine sostiene che è inammissibile pubblicizzare la promessa di vendere sottocosto senza i relativi particolari di come i rispettivi prezzi vengano allineati ai concorrenti. Approva quindi la Federal Trade Commission statunitense che ha preso provvedimenti contro una pubblicità ingannevole in questa area d'affari, in una causa contro la società Thompson Medical Company, in merito ad annunci ingannevoli su un prodotto che non contiene alcun principio attivo dell'aspirina. Insider trading e informazioni fuorvianti per azionisti vengono inoltre governate da questo principio. Inoltre, la geneivat da'at è applicata ad altre forme di dichiarazioni false nella vita contemporanea. Per esempio, i rabbini riformati hanno sostenuto che il trasferimento di beni immobili a bambini, in modo da simulare povertà e celare i propri redditi per ottenere sussidi nel mantenimento di prole, è vietato da questo principio.
Anche imbrogliare è vietato secondo il principio della geneivat da'at. Per esempio, il rabbino Moshe Feinstein ha scritto, attingendo in parte da questo principio, che le yeshivah non devono permettere agli studenti di barare sugli esami di stato annuali e le rispettive facoltà non devono travisare le votazioni. Né si devono frodare i sussidi governativi alterando le informazioni e gonfiando il numero dei rispettivi studenti.
Vengono anche considerate le citazioni corrette negli scritti d'autore.  Un autore o oratore che non attribuisce fonti secondarie è in violazione della geneivat da'at. Se il pubblico però non si aspetta attribuzioni esplicite, rendendosi conto che l'oratore si basa comunque su fonti secondarie, allora non esiste "falsa impressione". Ciò nonostante, l'oratore non deve fare affidamento sulla propria intuizione circa le aspettative del pubblico, ma piuttosto prendere in considerazione solo "una piccola, ma significativa probabilità statistica" (mi'ut ha-matzui). Quanto piccola? Secondo Levine, l'aspettativa del pubblico è quantificata dalla Halakhah. Da un lato, l'oratore non è obbligato a citare fonti semplicemente per accontentare le ingenue aspettative di qualcuno nell'uditorio. D'altra parte, se il 10 o il 15 per cento del pubblico si aspetta realmente l'attribuzione delle fonti, allora la mancata identificazione delle fonti secondarie sarebbe una violazione della geneivat da'at.